# Plaza de Santa María (Jaén)
La plaza de Santa María se ubica en la ciudad andaluza de Jaén, España. Se encuentra frente a la fachada principal de la Catedral de la Asunción de Jaén, el Palacio Episcopal y el Palacio Municipal. En la plaza confluyen las calles de las Campanas, Carrera de Jesús, Príncipe Alfonso, Obispo González y Maestra.

## Historia
En abril de 2011 se inauguró la última remodelación de la plaza, diseñada por el arquitecto Salvador Pérez Arroyo. La solería está compuesta por bloques de granito con incrustaciones de piezas de bronce. El conjunto presenta referencias a la catedral, utiliza el número áureo y una de las torres de la catedral actúa como reloj de sol. Igualmente existen unas fuentes rasantes en el pavimento que recuerdan un antiguo manantial natural que afloraba en esta plaza. En la zona existente ante los palacios municipal y episcopal se han plantado algunos ejemplares de moreras estériles para que sus frutos no manchen el pavimento.

## Arquitectura
- Catedral de la Asunción de Jaén.
- Palacio Municipal, sede del ayuntamiento.
- Palacio Episcopal.
- Antiguo edificio del Banco de España, actual sede del catastro.
- Casa de las Heras.

|                                     |
| Vista de la fachada de la Catedral. |

|                                       |
| Vista de la fachada del ayuntamiento. |

|                                                                         |
| La Plaza de Santa María durante la madrugada del Viernes Santo de 2018. |

## Curiosidades
Durante las últimas obras se descubrieron restos de la antigua muralla de la ciudad que discurría junto a esta plaza por la calle Carrera de Jesús.